# Gerhard Ladner
Gerhard Ladner (* 10. Mai 1911 in Berlin; † 3. Dezember 1989 in Rickling) war ein deutscher Filmarchitekt der 1940er Jahre.

## Leben und Wirken
Ladner erhielt in seiner Heimatstadt Berlin eine Ausbildung zum Theatermaler. Sein Berufsleben begann er als Kunstmaler bei Bühne und Film. Zu Beginn des Zweiten Weltkriegs war Ladner als Szenenbildnerassistent (z. B. 1940 beim Film Falschmünzer) aktiv, 1941 holte ihn der erfahrene Filmarchitekt Max Mellin an seine Seite und ließ Ladner seine Entwürfe umsetzen. 
In Zusammenarbeit mit Mellin realisierte Ladner auch die Bauten zu zwei großen Publikumserfolgen Helmut Käutners, Wir machen Musik und Große Freiheit Nr. 7. Nach Kriegsende fand Ladner an der Seite anderer Kollegen schnell wieder Anschluss an das Filmgeschehen, mit Beginn der 50er Jahre war er kaum mehr filmaktiv. Zuletzt zog sich Gerhard Ladner nach Schleswig-Holstein zurück.

## Filmografie
- 1941: Familienanschluß
- 1941: Illusion
- 1942: Wir machen Musik
- 1942: Der Seniorchef
- 1943: Musik in Salzburg
- 1944: Große Freiheit Nr. 7
- 1944: Der grüne Salon
- 1945: Der Fall Molander (unvollendet)
- 1945: Das seltsame Fräulein Sylvia (unvollendet)
- 1946: Allez Hopp (unvollendet)
- 1947: Und finden dereinst wir uns wieder…
- 1947: Film ohne Titel
- 1948: Frau Holle
- 1948: Der Apfel ist ab
- 1958: Schwarze Nylons – Heiße Nächte